# Sineugraphe
Sineugraphe is een geslacht van vlinders van de familie Uilen (Noctuidae), uit de onderfamilie Noctuinae.

## Soorten
- S. disgnosta Boursin, 1948
- S. exusta Butler, 1878
- S. longipennis Boursin, 1948
- S. megaptera Boursin, 1948
- S. rhytidoprocta Boursin, 1954
- S. stolidoprocta Boursin, 1954